# Manel Balcells i Díaz
Manel Balcells i Díaz (Ripoll, 9 de gener de 1958) és un metge i polític. És considerat un dels impulsors de la medicina de l'esport a Catalunya.

## Trajectòria professional
És llicenciat en Medicina i Cirurgia per la Universitat Autònoma de Barcelona, especialista en Cirurgia Ortopèdica i Traumatologia i en Medicina de l'Educació Física i l'Esport. Es va especialitzar a la Universitat de Montpeller en Biologia i Medicina de l'Esport. Va estudiar Gestió Sanitària a l'Escola d'Alta Direcció i Administració. Ha estat membre de diferents societats científiques i acadèmiques i director mèdic de l'Hospital General de Granollers fins a l'any 2003.
Ha estat director de l'Àrea del Coneixement del Consorci Sanitari de Terrassa entre 2011 i 2013 i, des de llavors, director estratègic del projecte Torrebonica del mateix consorci i comissionat de Salut de Leitat, centre tecnològic.Des de l'octubre del 2013 és membre del Consell Assessor per a la Sostenibilitat i el Progrés del Sistema Sanitari (CASOST). Des de la creació del Centre per a la Integració de la Medicina i les Tecnologies Innovadores (CIMTI) el 2017 n'és el director.

## Trajectòria política
Militant d'Esquerra Republicana de Catalunya, va ser regidor de l'Ajuntament de Granollers entre 1995 i 2001, on va ser primer tinent d'alcalde responsable de Salut i Benestar Social.
Ha estat director d'Estratègia i Coordinació del Departament de Salut de la Generalitat de Catalunya des del gener del 2004 i Secretari d'Estratègia i Coordinació des del febrer del 2006.
El 20 d'abril del 2006, assumeix breument el càrrec de conseller del Departament d'Universitats, Recerca i Societat de la Informació de la Generalitat de Catalunya en la primera remodelació del govern Maragall, càrrec del qual va ser destituït el 13 de maig del 2006 quan els consellers d'ERC varen ser expulsats del govern i que aquest departament va desaparèixer. Entre 2006 i 2011 va ser president de la Comissió Executiva del Patronat de Biocat.
Amb la crisi del govern de Catalunya de l'octubre del 2022, esdevingué conseller de Salut fins al 12 d'agost de 2024.

## Personal
Està casat amb la també doctora Maite Ventura, amb qui té tres fills: Jordi, Laia i Arnau.